# Ogy (Mozela)
Ogy – miejscowość i dawna gmina we Francji, w regionie Grand Est, w departamencie Mozela. W 2013 roku populacja gminy wynosiła 547 mieszkańców. 
W dniu 1 stycznia 2017 roku z połączenia dwóch ówczesnych gmin – Montoy-Flanville oraz Ogy – utworzono nową gminę Ogy-Montoy-Flanville. Siedzibą gminy została miejscowość Montoy-Flanville. 